# Polsko-Amerykańska Nagroda Naukowa
Polsko-Amerykańska Nagroda Naukowa − nagroda przyznawana co dwa lata wspólnie przez American Association for the Advancement of Science i Fundację na rzecz Nauki Polskiej celem wzmocnienia i podkreślenia „wartości współpracy pomiędzy naukowcami z Polski i Stanów Zjednoczonych”. Nagradzane są pary naukowców, przy czym jeden z nich prowadzi działalność naukową w Polsce, a drugi w Stanach Zjednoczonych.
Inicjatorem utworzenia wspólnej nagrody była FNP, a porozumienie w jej sprawie zawarli w maju 2013 roku w Berlinie dyrektor wykonawczy AAAS dr Alan Leshner i prezes FNP prof. Maciej Żylicz. Jest to jedyna tego typu nagroda przyznawana przez AAAS, a druga wśród nagród FNP, obok polsko-niemieckiej nagrody Copernicus. Nagroda przyznawana jest co dwa lata w drodze konkursu opartego na nominacjach i ma równowartość 5000 USD dla każdego z wyróżnionych.

## Laureaci
| Rok  | Laureaci                               | Uzasadnienie |
| ---- | -------------------------------------- | --- |
| 2014 | Mariusz Jaskólski i Alexander Wlodawer | za badania strukturalne białek o znaczeniu medycznym, które przyczyniły się do opracowania nowych terapii                            |
| 2016 | Ryszard Kierzek i Douglas H. Turner    | za badania właściwości termodynamicznych, biologicznych i strukturalnych RNA oraz syntezy chemicznej RNA                             |
| 2018 | Peter B. Reich i Jacek Oleksyn         | za badania opisujące zróżnicowanie pod wpływem zmian klimatycznych populacji różnych gatunków drzew o szerokim zasięgu geograficznym |